# Ремон, Жан Шарль Жозеф
Жан Шарль Жозеф Ремон (фр. Jean-Charles-Joseph Rémond; 1795, Париж — 1875, там же) — французский живописец-пейзажист.

## Биография
Жан-Шарль родился в семье состоятельного ремесленника. С 1809 года обучался живописи у Жана-Батиста Реньо в Академии живописи и скульптуры, а с 1814 года у Жана-Виктора Бертена в Национальной школе изящных искусств. Выставочный дебют Ремона состоялся в Парижском салоне 1814 года, куда он представил два пейзажа.
В 1821 году он получил Римскую премию за картину «Похищение Прозерпины Плутоном». Следующие пять лет он прожил в Риме, и, вернувшись в 1826 году в Париж, открыл там свою мастерскую. С 1826 по 1848 год он нередко выставлял в Парижском салоне свои картины, чаще всего пейзажи. Увлекаясь видами природы, в поисках вдохновения и натуры Ремон путешествовал по Швейцарии и Италии.
За свои успехи в живописи Жан Шарль Ремон стал офицером (4 степень из 5) Ордена Почётного легиона.
После 1848 года его картины более не выставлялись в салонах.
Среди пейзажей Ремона особенно выделяется и вызывает интерес историков цикл картин, посвящённых победам наполеоновского военачальника Сюше над испанцами в Каталонии. Наиболее успешный среди всех французских военачальников в Испании, Сюше был также и самым незаметным: его победы принесли ему маршальский жезл, однако практически не нашли отражения в живописи. Этот пробел частично заполнил Ремон. Его картины решены при этом весьма необычно: являясь по содержанию батальными сценами, по форме они представляют собой пейзажи, где основное действие более напоминает стаффаж, внесённый в картину для разнообразия природы. Три картины из этой серии сегодня хранятся в Версале.
Ремон остался в памяти потомков также тем, что его учеником был пейзажист Теодор Руссо, основатель Барбизонской школы живописи.

## Наследие
Хотя Ремон не считается художником первой величины, его картины представлены в коллекциях знаменитых музеев, таких как Лувр, Нью-Йоркский Метрополитен-музей, уже упоминавшийся Версаль, а также в достаточно крупных Дижонском и Тулонском художественных музеях и Кембриджском Музее Фицуильяма.
В последние годы во Франции состоялись две выставки, где были представлены произведения Ремона: в Лионском музее (2010) и в одной из Парижских галерей (2013). Кроме того, пейзажи Ремона успешно продаются на крупных международных аукционах.

## Галерея

Пейзажи Каталонской серии
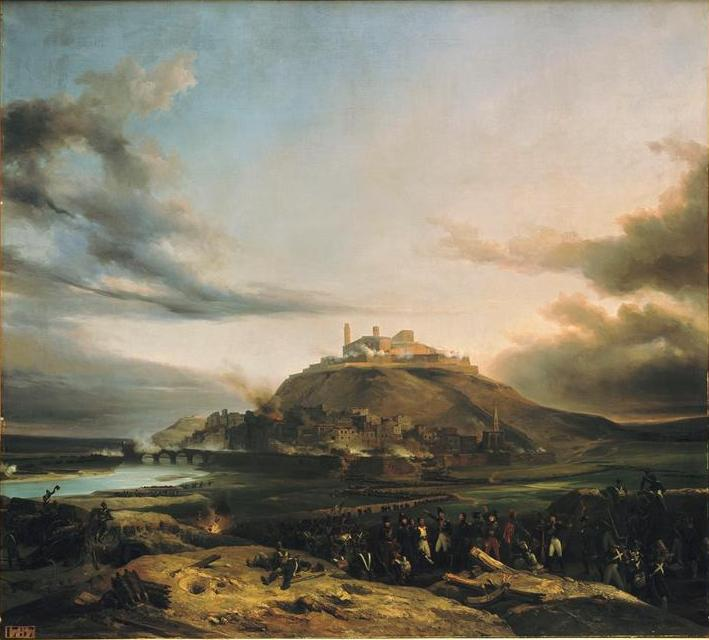
Осада Лериды генералом Сюше
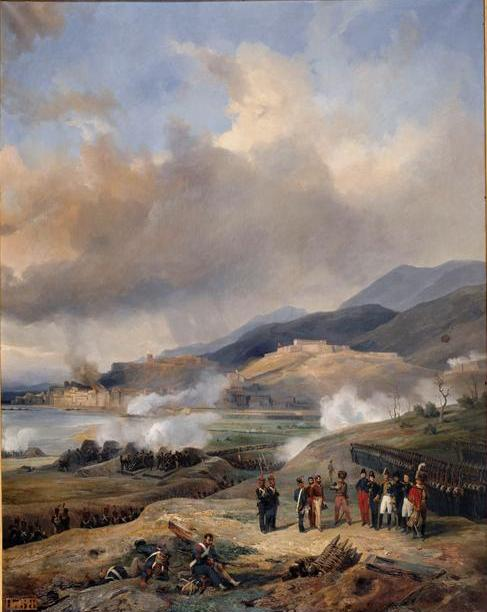
Генерал Сюше принимает капитуляцию Тортосы
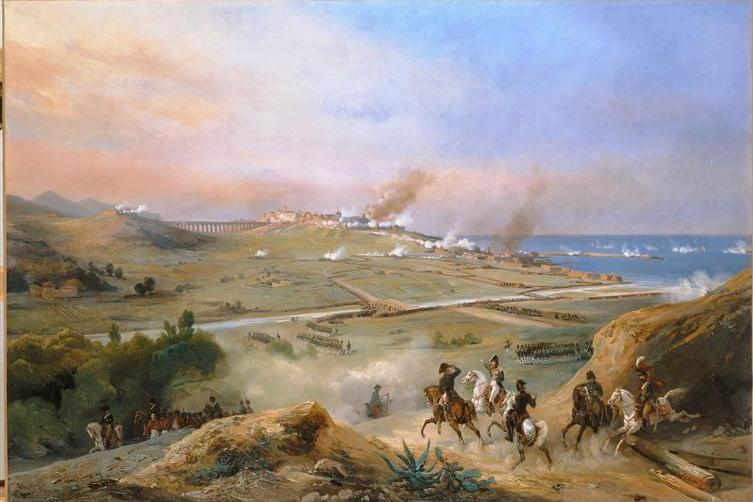
Генерал Сюше осаждает Тараггону

Другие пейзажи
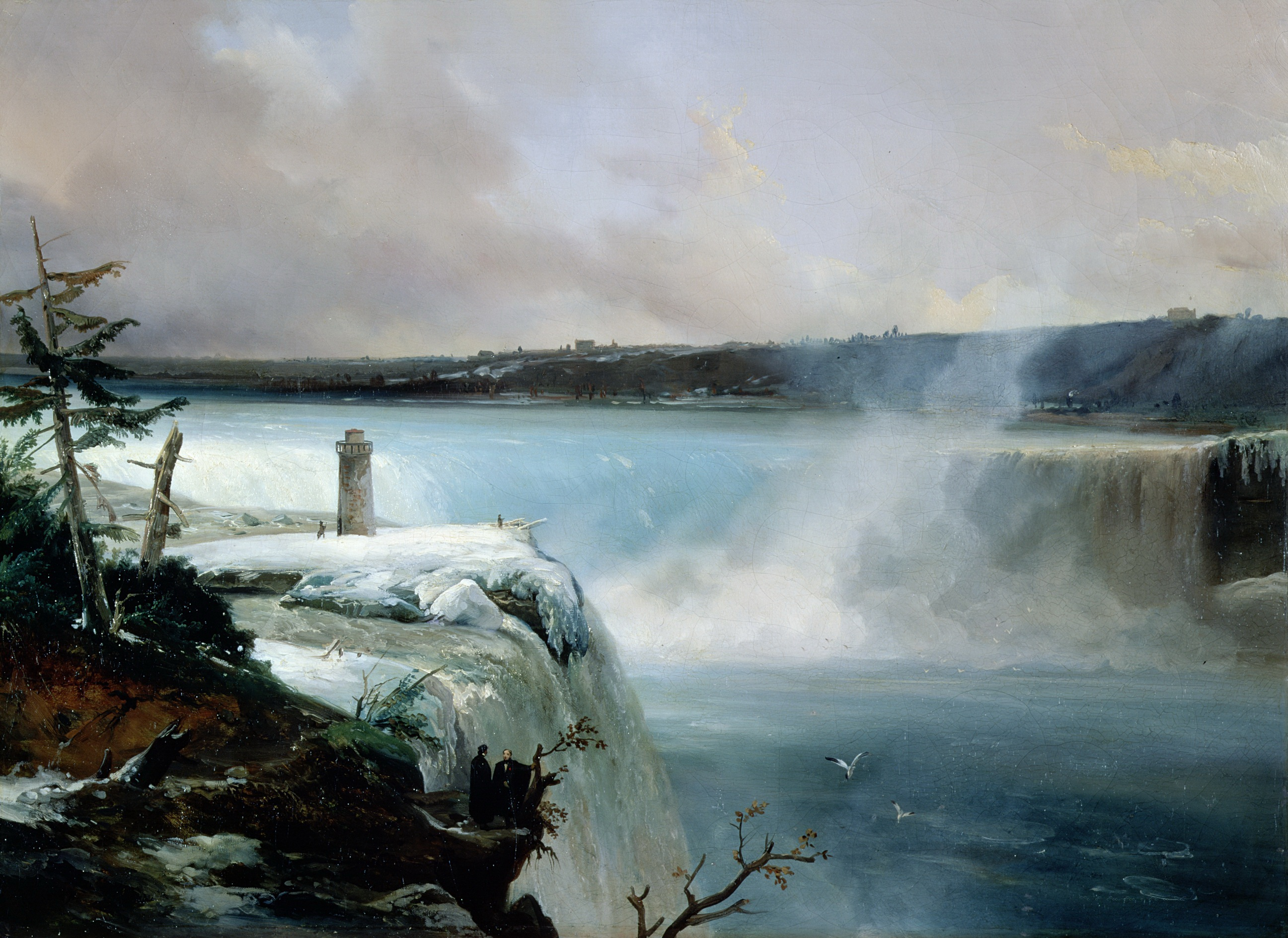
Вид Ниагарского водопада. Музей изящных искусств (Руан)
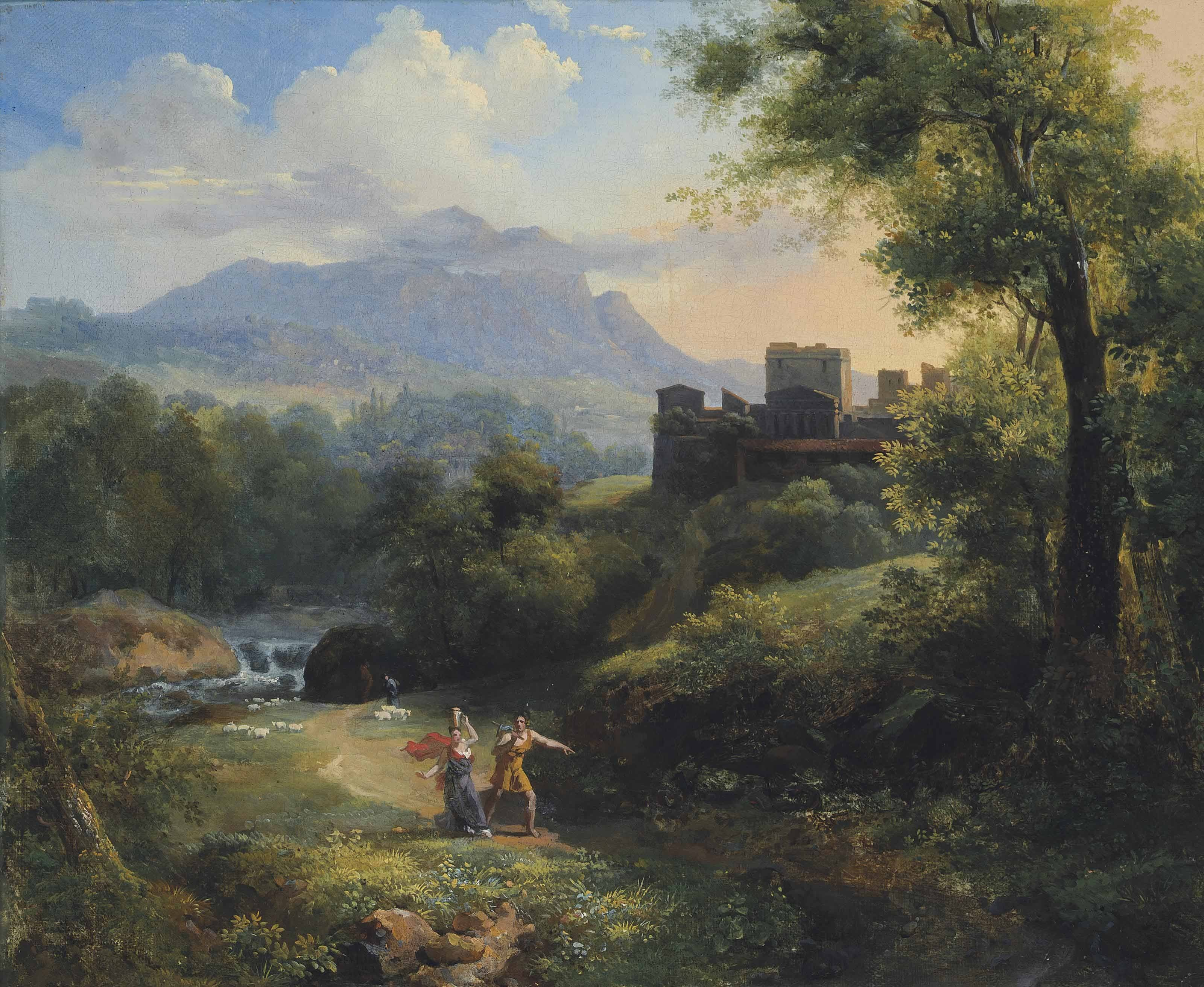
Аркадийский пейзаж
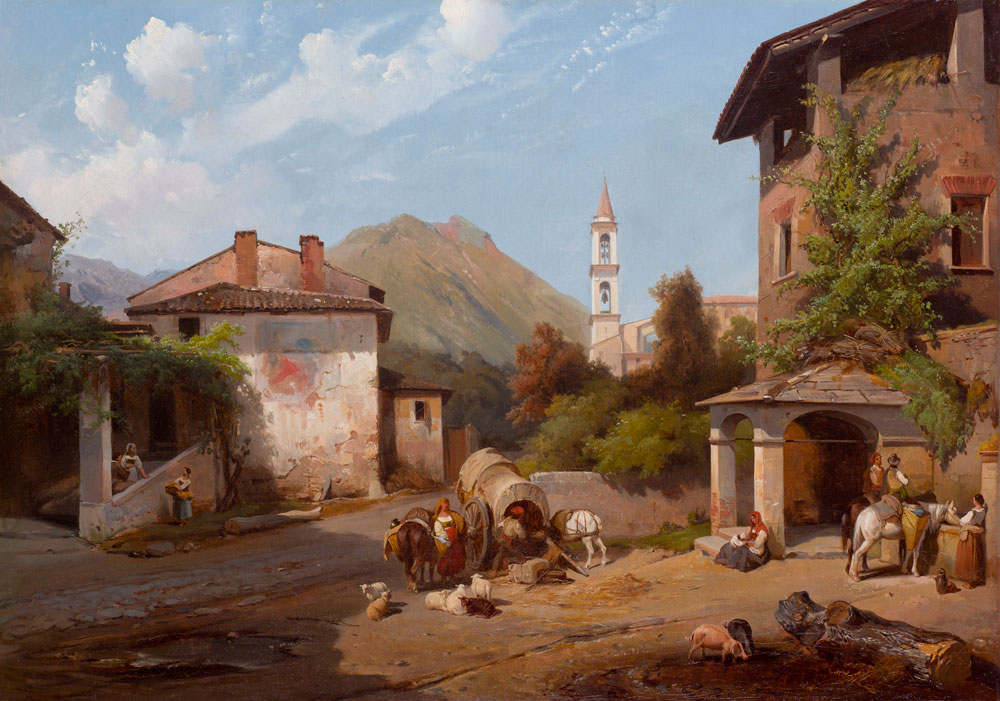
Деревня Бьоджо на озере Лугано
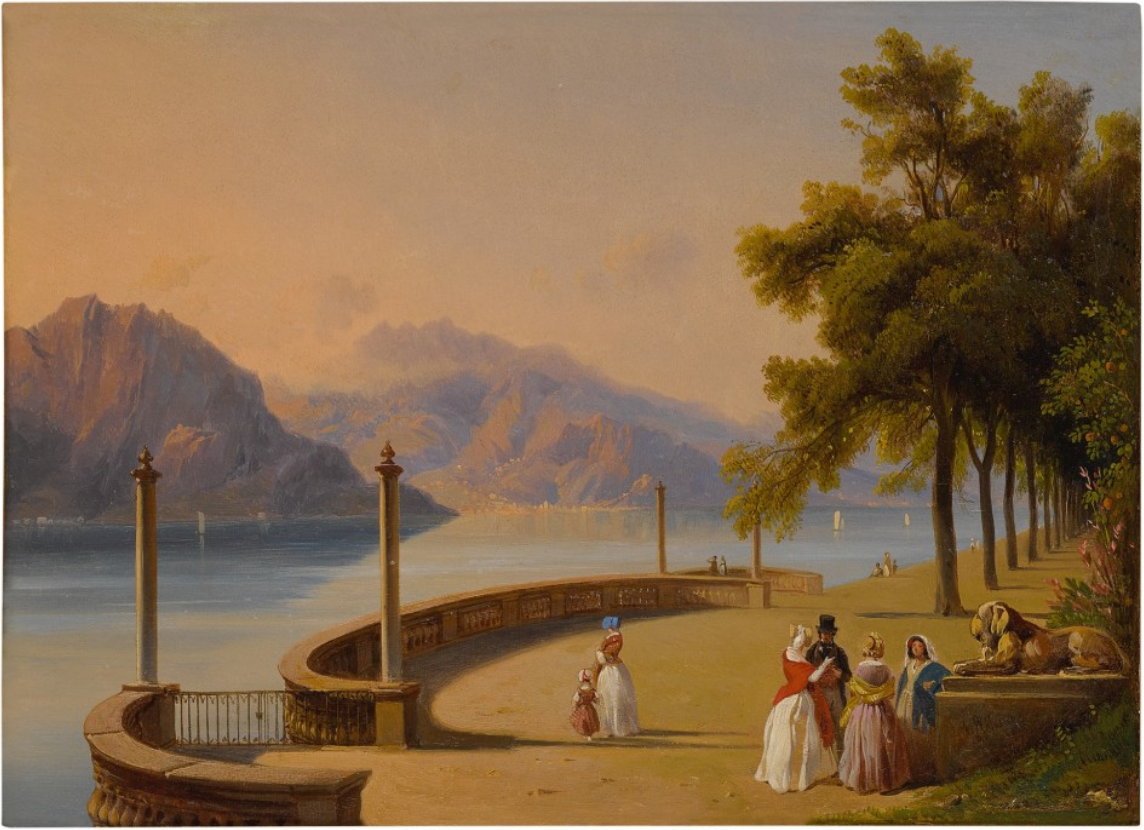
Вид с террасы Виллы Мельци на озеро Комо
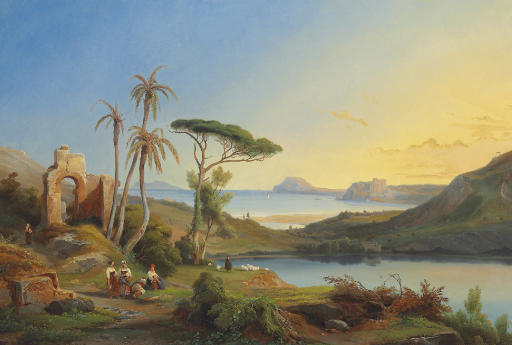
Вид на мыс Мизено и озеро Аверно (недалеко от Неаполя)
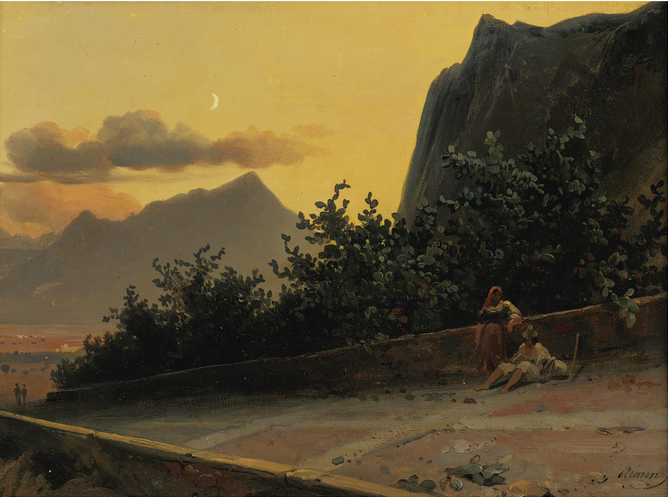
Новолуние